# Unix International
Unix International či UI byla asociace založená roku 1988, aby propagovala otevřené standardy, především pro operační systém Unix. Jejími nejvýznamnějšími členy byly společnosti AT&T a Sun Microsystems. Skutečným, obecně přijímaným důvodem její existence byla protiváha vůči nadaci Open Software Foundation (OSF), která byla sama založena jako odpověď na tehdejší partnerství AT&T a Sunu na poli Unixu. UI a OSF tak představovaly dvě strany Unixových válek z pozdních 80. let a raných 90. let 20. století
V květnu roku 1993 hlavní členové UI i OSF oznámili vytvoření iniciativy Common Open Software Environment (COSE). V březnu roku 1994 následovalo spojení obou stran do "nového OSF", které se roku 1996 dále spojilo s konsorciem X/Open a vznikla The Open Group.